# Oravský Podzámok
Oravský Podzámok es un municipio del distrito de Dolný Kubín en la región de Žilina, Eslovaquia, con una población estimada a final del año 2024 de 1354 habitantes.
Se encuentra ubicado en el centro de la región, cerca del curso alto del río Váh (cuenca hidrográfica del Danubio) y de la frontera con la República Checa y Polonia.

## Lugares de interés
- Castillo de Orava

## Demografía
| Año        | 1994 | 2004    | 2014    | 2024    |
| ---------- | ---- | ------- | ------- | ------- |
| Población  | 1275 | 1319    | 1318    | 1354    |
| Diferencia |      | +3,45 % | −0,07 % | +2,73 % |

| Año        | 2023 | 2024    |
| ---------- | ---- | ------- |
| Población  | 1344 | 1354    |
| Diferencia |      | +0,74 % |